# Запорожец (Донецкая область)
Запорожец (укр. Запорожець) — село на Украине, находится в Кальмиусском (ранее Тельмановском) районе Донецкой области. Под контролем самопровозглашённой Донецкой Народной Республики.

## География

#### Соседние населённые пункты по странам света
С: —
СЗ: Шевченко
СВ: Тельманово
З: Николаевка
В: Свободное
ЮЗ: Луково, Приморское
ЮВ: Дерсово
Ю: —

## Население
Население по переписи 2001 года составляло 296 человек.

## Общие сведения
Код КОАТУУ — 1424882903. Почтовый индекс — 87150. Телефонный код — 6279.

## Адрес местного совета
87150, Донецкая область, Тельмановский р-н, с. Луково, ул. Первомайская, 12